# Terpnistria
Terpnistria är ett släkte av insekter. Terpnistria ingår i familjen vårtbitare.
Kladogram enligt Catalogue of Life:
| Terpnistria | \| \| Terpnistria lobulata \| \| \| \| \| \| Terpnistria zebrata \| \| \| \| |
|             | \| \| Terpnistria lobulata \| \| \| \| \| \| Terpnistria zebrata \| \| \| \| |
|             | Terpnistria lobulata                                                         |
|             |                                                                              |
|             | Terpnistria zebrata                                                          |
|             |                                                                              |